# 名古屋市上下水道局
名古屋市上下水道局（なごやしじょうげすいどうきょく、英: Nagoya City Waterworks & Sewerage Bureau）は愛知県名古屋市の地方公営企業。
名古屋市営水道として、名古屋市および周辺地域において水道事業（上水道の供給）、工業用水事業及び下水道事業を行なっている。

## 概要
1889年（明治22年）、名古屋は市制を施行して名古屋市となった。人口の急増に伴い、従来使われていた井戸水の不足や汚染といった問題が発生したことから上下水道布設の検討が始まり、名古屋市は1893年（明治26年）にはW.K.バルトンに上下水道工事について調査を依頼。翌年に入鹿池を水源とする「名古屋市給水工事ニ関スル意見書」と「名古屋市下水道工事設計室報告書」が提出されたが、これは予算の問題から先送りされた。
その後も人口の増加は続き、名古屋市は1902年（明治35年）愛知県技師の上田敏郎（1864年 - 1912年）に調査を委嘱。上田は「緊急下水道計画」を作成して当時の市長に提出した。1906年（明治39年）に木曽川を水源とする上水道および下水道の建設議案が市議会で可決され、1908年に下水道が、翌年には上水道が着工。明治39年度の名古屋市の年度予算額が99万4,000円余であったのに対して、下水道布設予算は240万円余りにおよぶため、下水道は明治40年からの10ヶ年事業とされた。
当初計画では下水道は分流式であったが、市街の急速な発展に伴う状況変化に対応するため、合流式に変更されている。
当時の下水道布設事務所長であった茂庭忠次郎（1881年 - 1950年）によって、鉄筋コンクリート管の試作が行なわれたほか、日本で初めて陶管の規格化が行なわれている。
上水道は1914年（大正3年）9月に鍋屋上野浄水場から給水を開始。1936年（昭和11年）には水道部から水道局に昇格し、1952年（昭和27年）地方公営企業法が施行されて地方公営企業となった。
下水道は1912年（大正元年）11月に供用を開始。創設工事は1923年（大正12年）まで継続され、当時の市街地のほぼ全域をカバーしている。当初は下水を堀川や精進川に放流していたが、河川の水質悪化が深刻化したため、1930年（昭和5年）には日本で初めて散気式活性汚泥法によって下水処理を行なう堀留処理場・熱田処理場の運転を開始している。1952年、地方公営企業法を適用。1971年（昭和46年）に名古屋市下水道局として発足した。1989年（平成元年）には広報施設として名城処理場の建物内に下水道科学館を開館。
2000年（平成12年）4月、水道局と下水道局が統合され、上下水道局となった。
2014年（平成26年）9月6日には、名古屋市上下水道100周年事業の一環として旧東山管理事務所を改修し、水の歴史資料館を開館した。

### データ
- 上水道創立認可 - 1906年（明治39年）
- 上水道供用開始 - 1914年（大正3年）
- 施設能力 - 1,424,000m3/日
- 給水人口 - 2,375,915人（2008年度末時点）
- 給水件数 - 1,211,686件（2008年度末時点）
- 導配水管総延長 - 8,260,152km（2008年度末時点）
- 年間総配水量 - 292,263,301m3（2008年度末時点）
- 1日平均配水量 - 800,721m3（2008年度末時点）
- 1日最大配水量 - 1,015,870m3（2009年7月24日時点）

## 施設

### 水道施設

#### 取水場
- 朝日取水場（一宮市）
- 犬山取水場（犬山市）

#### 雨水排水所
- 野並ポンプ所（天白区）
- 菅田ポンプ所（天白区）

#### 浄水場
- 大治浄水場（大治町）
- 春日井浄水場（春日井市）
- 児玉浄水場（西区）
- 辰巳浄水場（港区）
- 鍋屋上野浄水場（千種区）- 第一ポンプ所は近代水道百選に選定されている。

#### 配水施設
- 猪高配水場（名東区）
- 春日野配水場（南区）
- 志段味配水場（守山区）
- 中川西配水場（港区）
- 鳴海配水場（緑区）
- 東山配水場（千種区） - 給水塔は近代水道百選に選定されている。
- 平和公園配水場（千種区）
- 瑞穂配水場（瑞穂区）
- 望が丘増圧ポンプ場（名東区）
- 極楽増圧ポンプ場（名東区）
- 東谷増圧ポンプ場（守山区）

### 下水道施設

#### 水処理センター
- 熱田水処理センター（熱田区）
- 岩塚水処理センター（中村区）
- 植田水処理センター（天白区）
- 打出水処理センター（中川区）
- 露橋水処理センター（中川区）
- 柴田水処理センター（南区）
- 千年水処理センター （熱田区）
- 伝馬町水処理センター（熱田区）
- 鳴海水処理センター（緑区）
- 西山水処理センター（名東区）
- 宝神水処理センター（港区）
- 堀留水処理センター（中区）
- 名城水処理センター（北区）
- 守山水処理センター（守山区）
- 山崎水処理センター（南区）

#### 汚泥処理場
- 柴田汚泥処理場（南区）
- 宝神汚泥処理場（港区）
- 山崎汚泥処理場（南区）

### 広報施設
- 名古屋市下水道科学館（北区）
- 水の歴史資料館（千種区）

### その他
- 鳴海改良土センター（緑区）
- 宝神リサイクルセンター（港区）- 宝神水処理センター内
- 飛島下水汚泥処分場（飛島村）- 政成処理場

※ 2008年（平成20年）度末現在、その他に雨水ポンプ所42ヶ所、雨水貯留施設66ヶ所などがある。

## 市販品

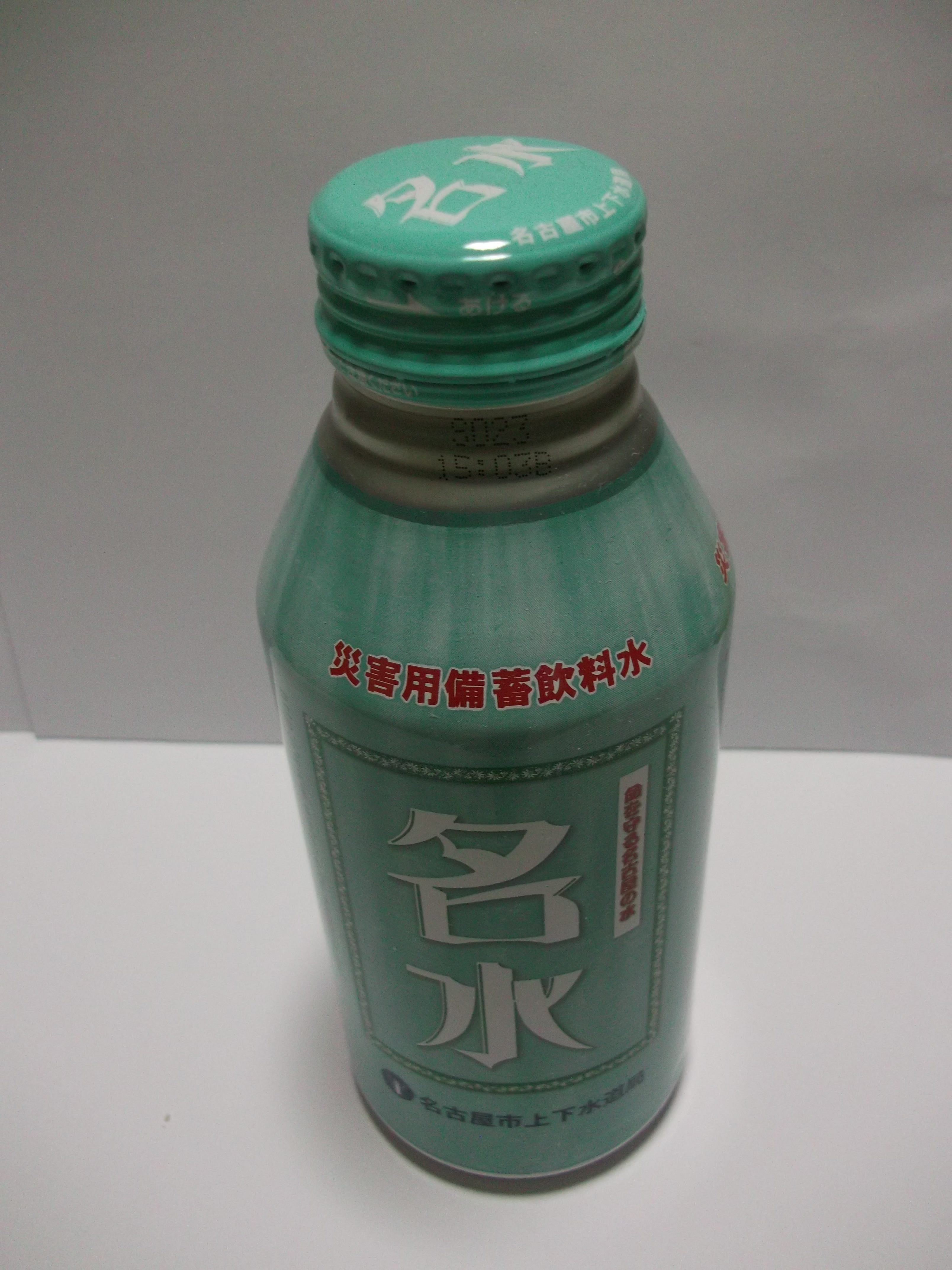
『名水』のボトル（2013年）

2006年（平成18年）から災害用備蓄飲料水として缶入り水道水『名水』を販売している。缶入り水道水はまだ名古屋市水道局であった1984年（昭和59年）に水の缶詰「なごやの水」として製造したものが最初で、当初は広報のための非売品であった。現在では局のイベントなどで配布される事もある。

## イメージキャラクター

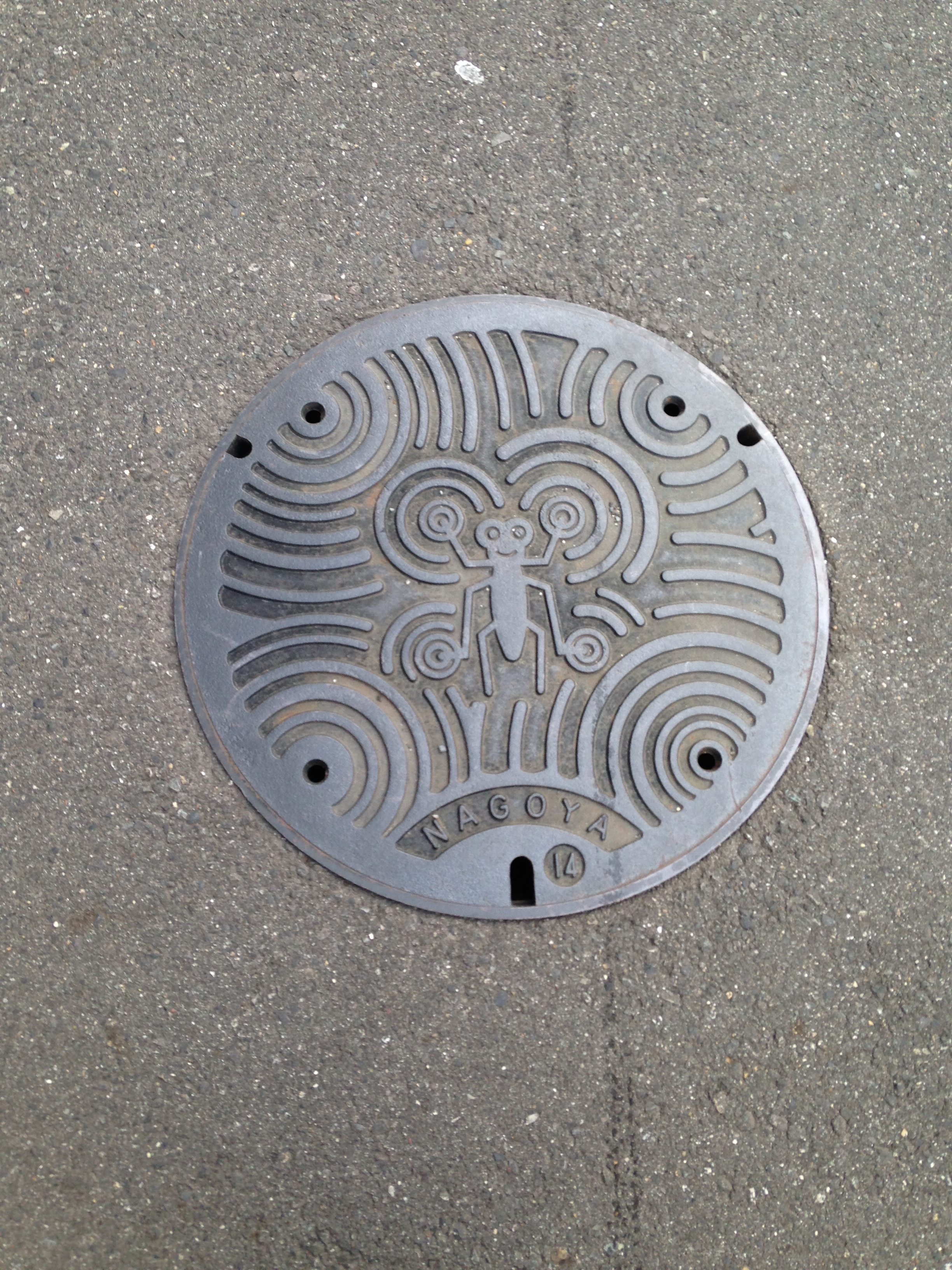
マンホールに描かれたアメンボ

1992年（平成4年）からアメンボを下水道のイメージキャラクターとしており、局の施設やマンホールなどで使用している。

## 水道事業ガイドラインにおける主な指標
平成26年(2014年)度。 数値 は1位、 数値 は3位以内、 数値 は最下位から3位以内、 数値 は最下位
| 指標                                  | 1位（2位） 数値         | 名古屋市の順位 数値 | 最下位(17位) 数値     |
| ------------------------------------- | ----------------------- | ------------------- | --------------------- |
| 自己保有水源率                        | 札幌市 他２事業体 100   | 最下位タイ 0.0      | 大阪市 他４事業体 0.0 |
| 水質検査箇所密度 (箇所/100km2)        | 京都市 23.4             | 15位 7.0            | 札幌市 2.1            |
| 直結給水率                            | 札幌市 98.7             | 17位 62.7           | 福岡市 47.1           |
| 鉛製給水管率                          | 札幌市 他２事業体 0.0   | 8位 1.8             | 京都市 20.2           |
| 普及率                                | 東京都 他５事業体 100.0 | 1位タイ 100.0       | 浜松市 96.5           |
| 経年化設備率                          | 静岡市 24.0             | 5位 41.3            | 北九州市 68.3         |
| 経年化管路率                          | さいたま市 6.6          | 5位 11.8            | 大阪市 43.3           |
| 管路の更新率                          | 東京都 1.98             | 10位 1.11           | 福岡市 0.34           |
| 配水池耐震施設率                      | 福岡市 91.2             | 2位 90.1            | 仙台市 15.9           |
| 管路の耐震化率                        | さいたま市 43.1         | 6位 26.2            | 北九州市 5.3          |
| 経常収支比率                          | 札幌市 131.5            | 17位 103.7          | 川崎市 98.9           |
| 給水収益に対する 減価償却費の割合     | 川崎市 22.1             | 12位 33.1           | 北九州市 50.3         |
| 給水収益に対する 企業債残高の割合     | 東京都 88.6             | 7位 225.9           | 京都市 582.0          |
| 供給単価 (円)                         | 浜松市 126.3            | 8位 160.6           | 福岡市 218.0          |
| 給水原価 (円)                         | 静岡市 117.5            | 10位 164.4          | 仙台市 203.2          |
| 1箇月当たり家庭用料金 (円/20m3使用時) | 大阪市 1,920            | 7位 2,205           | 札幌市 3,320          |
| 有収率                                | 福岡市 96.2             | 6位 93.8            | 大阪市、京都市 87.3   |
| 自己資本構成比率                      | 浜松市 98.5             | 6位 63.9            | 京都市 27.9           |
| 水道施設見学者割合 (人/1000人)        | 京都市 75.8             | 7位 17.1            | 堺市 0.1              |
| 配水量1m3当たり 電力消費量 (kWh/m3)   | 堺市 0.04               | 10位 0.29           | 東京都 0.53           |
| 料金未納率                            | 広島市 2.2              | 8位 6.4             | 札幌市 10.5           |
| 管路の事故割合 (件/100km)             | さいたま市 0.5          | 13位 2.9            | 京都市 15.1           |
| 給水管の事故割合 (件/1000件)          | 札幌市 0.7              | 3位タイ 1.3         | 京都市 9.8            |
| 仕切弁設置密度 (基/km)                | 静岡市 18.2             | 5位 15.8            | 横浜市 8.4            |
| 消火栓設置密度 (基/km)                | 川崎市 8.2              | 9位 5.2             | 札幌市、浜松市 2.9    |

※ 東京都と政令指定都市のうち県営水道から給水する千葉市・相模原市、熊本市を除く18事業体の順位。

### WEB
1. ↑  名古屋市水道事業等の設置等に関する条例
2. ↑  “「水の歴史プロムナード」及び「水の歴史資料館」のオープン等について”.   名古屋市上下水道局 (2014年7月31日). 2014年9月20日閲覧。
3. ↑  “今年も災害用備蓄飲料水「名水」を販売します”.   名古屋市上下水道局 (2012年6月1日). 2012年9月5日閲覧。
4. ↑  “名古屋の水道のあゆみ”.   名古屋市上下水道局. 2012年9月5日閲覧。
5. ↑  “イメージキャラクター”.   名古屋市上下水道局. 2014年11月7日閲覧。
6. ↑  “上下水道事業に関する業務指標(平成26年度版)”.   名古屋市上下水道局. 2016年11月28日閲覧。

### 新聞
1. ↑  “水道の歴史や役割紹介　千種区に資料館オープン”.   中日新聞 (2014年9月8日). 2014年9月20日閲覧。
2. ↑  “名古屋の「名水」と言えば…　災害用の備蓄水道水”.   中日新聞 (2009年9月22日). 2013年2月1日閲覧。

### 文献
1. ↑  名古屋市下水道局 1991, p. 38.
2. ↑  名古屋市下水道局 1991, p. 40.
3. ↑  名古屋市下水道局 1991, p. 41.
4. ↑  名古屋市下水道局 1991, p. 45.
5. ↑  名古屋市下水道局 1991, p. 51.
6. ↑  名古屋市下水道局 1991, p. 78.
7. ↑  名古屋市下水道局 1991, p. 79.
8. ↑  名古屋市上下水道局 2010, p. 19-20.